# 向城路駅
向城路駅（こうじょうろえき）は中華人民共和国上海市浦東新区に位置する上海地下鉄4号線の駅である。

## 歴史
- 2005年12月31日：4号線の開業に伴い、「浦電路駅」という名称で開業[1]。
- 2007年12月29日：6号線の駅が同名の「浦電路駅」という同名で開業。しかしこれは乗り換えが想定されていない改札外での乗り換えであった[2]。
- 2024年9月26日：4号線の駅が向城路駅に改称したことにより、4号線と6号線の駅が名実ともに別の駅となる[3]。

## 駅構造

### 4号線
島式ホーム1面2線を有する地下駅。駅構内は白色を基調にしている。

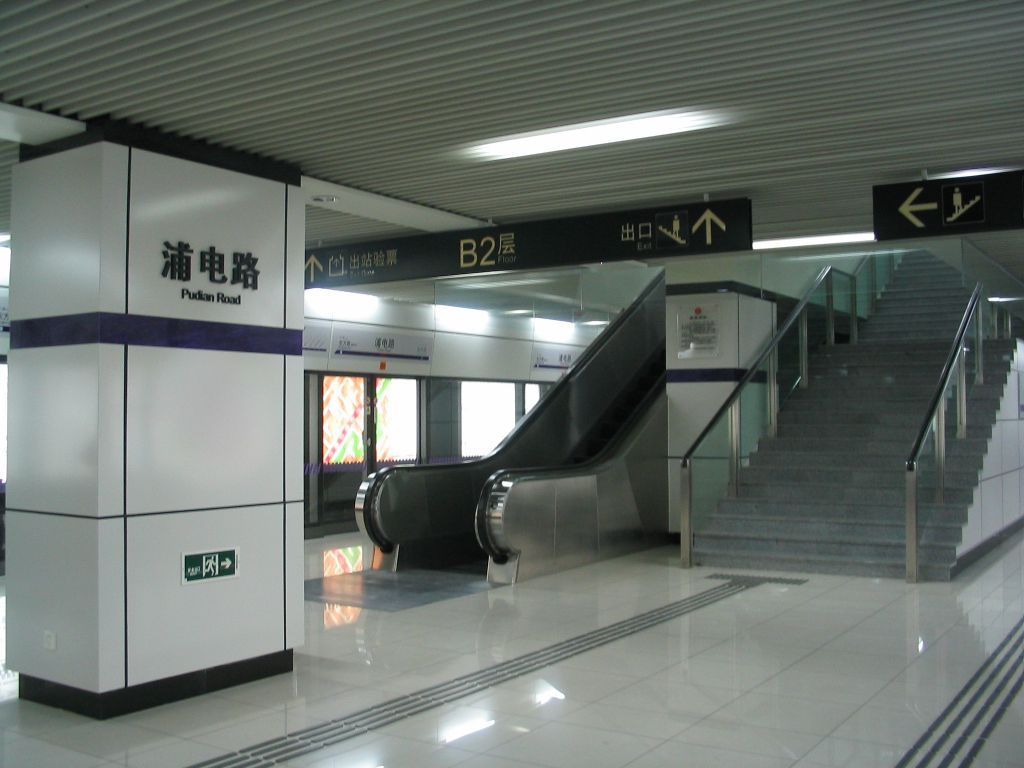
4号線ホーム

## 隣の駅
上海軌道交通
■4号線
世紀大道駅 - 向城路駅 - 藍村路駅